# Илео, Жозеф
Жозеф Илео Сонго Амба (фр. Joseph Iléo Songo Amba, в 1972 принял «африканизированное» имя Сонгоамба; 15 сентября 1921, Леопольдвиль, Бельгийское Конго — 19 сентября 1994, Брюссель, Бельгия) — конголезский государственный деятель, премьер-министр Республики Конго (1960 и 1961).

## Биография
Принадлежал к этнической группе бангала. Был активным борцом за независимость. Совместно с Жозефом Малулой, ставшим позже архиепископом Киншасы, он создал группу «Африканская совесть» («Conscience africaine»). Эта ассоциация студентов-католиков подготовила и распространила в июле 1956 г. «Манифест Африканской совести», осуждавший политику расовой сегрегации, введенной бельгийскими колонизаторами и провозглашавший права африканского большинства на политическое и культурное самовыражение.
В 1958 г. выступил одним из основателей партии Национальное движение Конго, однако из-за противоречий между радикалами и умеренными членами через год вышел из его рядов и присоединился к Альберу Калонджи.
- июнь-сентябрь 1960 г. — председатель Сената,
- сентябрь 1960 и февраль-август 1961 гг. — премьер-министр Республики Конго, находился под жестким контролем военных,
- 1960—1961 гг. — министр информации,
- 1963—1965 гг. — представитель правительства в провинции Катанга,
- 1965 г. — избран в Сенат.

После второго переворота Мобуту, присоединился к Народному движению революции, избирался членом его Политбюро. Возглавлял исследовательский институт «Национальное управление по исследованиям и развитию»
С введением многопартийности в Заире в мае 1990 г. возглавляет Христианско-демократическую и социалистическую партию (Демократическую социал-христианскую партию, CSDP), лидером которой остается до самой смерти.